# ماریکو هوندا
ماریکو هوندا (انگلیسی: Mariko Honda; October 3 – ) خواننده، و صداپیشگی در ژاپن اهل ژاپن بود.